# Idioma mogholi

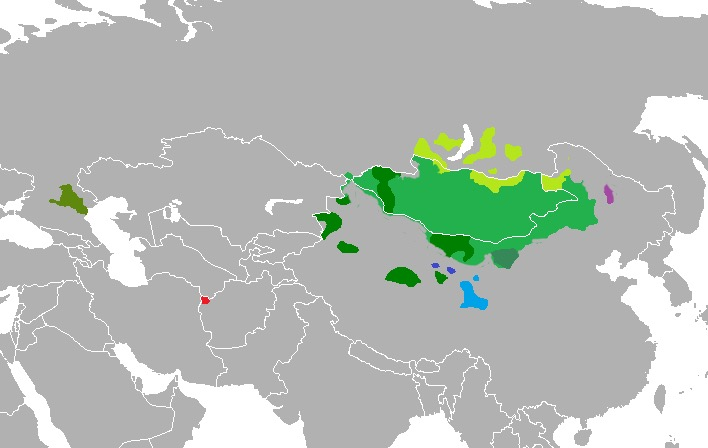
Lenguas mongólicas:
Idioma mongol
Idioma buriato
Idioma ordos
Idioma oirato
Idioma calmuco
Otros idiomas mongoles:
Idioma yugur oriental
Idioma mongour-santa
Idioma dagur
Idioma mongol afgano

El idioma mogolí (mogholi') pertenece a la familia de las lenguas mongólicas. Se habla en la región de Herat, Afganistán, por pocas personas pertenecientes a la comunidad hazara. En los años 1970, Michael Weiers hizo un trabajo de campo sobre el lenguaje y vio que pocas personas lo hablaban. La mayoría de las personas que lo conocían tenían más de 40 años.

## Fonología

### Vocales
|         | Anterior | Central | Posterior |
| ------- | -------- | ------- | --------- |
| Cerrada | i        |         | u         |
| Media   | e        |         | o         |
| Abierta |          | a       |           |

- El mogolí presenta un sistema vocálico particular:[2]

Las vocales mongolas ø y y han desaparecido.
- olas-, (mongol literario ölüs-)
- nidun, ojo (mongol literario, nidün)

De los diptongos correspondientes a las secuencias /-VgV-/, /VγV-/, /-VyV-/ del mongol literario.
- toa, nombre (mongol literario toγa)
- doun, (mongol literario degün)

### Consonantes
|             |             | Bilabial | Dental | Lateral | Palatal | Velar | Uvular |
| ----------- | ----------- | -------- | ------ | ------- | ------- | ----- | ------ |
| Oclusivas   | Sordas      | p        | t      |         |         | k     | q      |
| Oclusivas   | Sonoras     | b        | d      |         |         | g     | ɢ      |
| Fricativas  | Fricativas  |          | s      |         | ʃ       | x     |        |
| Africadas   | Sordas      |          |        |         | t͡ʃ      |       |        |
| Africadas   | Aspiradas   |          |        |         | d͡ʒ      |       |        |
| Nasales     | Nasales     | m        | n      |         |         | ŋ     |        |
| Líquidas    | Líquidas    |          | r      | l       |         |       |        |
| Semivocales | Semivocales |          |        |         | j       |       |        |

## Números
|    | Castellano | Mongol Clásico | Mogolí             |
| 1  | "Uno"      | "Nigen"        | "Nika"             |
| 2  | "Dos"      | "Qoyar"        | "Qyor"             |
| 3  | "Tres"     | "Ghurban"      | "Qurbun"           |
| 4  | "Cuatro"   | "Dorben"       | "Durbon"           |
| 5  | "Cinco"    | "Tabun"        | "Tuwan"            |
| 6  | "Seis"     | "Jirghughan"   | "Jurghan", "Shish" |
| 7  | "Siete"    | "Dologhan"     | "Jolan", "Huft"    |
| 8  | "Ocho"     | "Naiman"       | "Hushtu"           |
| 9  | "Nueve"    | "Yisun"        | "No"               |
| 10 | "Diez"     | "Arban"        | "Arbon", "Da"      |